# Myssajliwka
Myssajliwka (ukrainisch Мисайлівка; russisch Мисайловка Missailowka, polnisch Misajłówka) ist ein Dorf im Süden der ukrainischen Oblast Kiew mit etwa 1900 Einwohnern (2001).
Das erstmals 1705 schriftlich erwähnte Dorf
hatte 1885 2188 Einwohner und 1897 lebten 3347 Menschen im Dorf. Vom 26. Juli 1941 bis zum 31. Januar 1944 war das Dorf von der Wehrmacht besetzt.
Die Ortschaft liegt auf einer Höhe von 157 m am Ufer des Ros, einem 346 km langen Nebenfluss des Dnepr, 7 km nordwestlich vom ehemaligen Rajonzentrum Bohuslaw und 115 km südlich vom Oblastzentrum Kiew.
Durch das Dorf verläuft die Territorialstraße T–10–29.
Am 12. Juni 2020 wurde das Dorf ein Teil der neugegründeten Stadtgemeinde Bohuslaw, bis dahin bildete es zusammen mit dem Dorf Tschajky die gleichnamige Landratsgemeinde Myssajliwka (Мисайлівська сільська рада/Myssajliwska silska rada) im Norden des Rajons Bohuslaw.
Am 17. Juli 2020 kam es im Zuge einer großen Rajonsreform zum Anschluss des Rajonsgebietes an den Rajon Obuchiw.